# Grevillea sessilis
Grevillea sessilis är en tvåhjärtbladig växtart som beskrevs av C. T. White & Francis. Grevillea sessilis ingår i släktet Grevillea och familjen Proteaceae. Inga underarter finns listade i Catalogue of Life.